# Betta rubra
Betta rubra је врста гурамије (Osphronemidae) која је ендемит индонежанског острва Суматра, на ком насељава мочварна подручја. Такође се узгаја у акваријумима. Врста достиже дужину од 5 cm.

## Брига за младе
За разлику од сијамске рибе борца (Betta splendens), која прави гнезда од мехурића, Betta rubra своја јаја чува у устима.